# صحیفه امام رضا
صحیفهٔ علی ابن موسی الرضا (عربی: الصحیفة الرضا) همچنین شناخته شده به عنوان مسند امام رضا، مجموعه‌ای از ۲۴۰ حدیث منسوب به علی بن موسی الرضا امام هشتم شیعیان جهان است. این اثر شامل احادیث در رابطه با موضوعات متنوعی از جمله نیایش با خدا، اهمیت نمازهای پنجگانه، اهمیت نماز میت، اهمیت جهاد، برتری اهل بیت محمد ابن عبدالله به اعتقاد تشیع و مسائلی همچون خواص غذاها، میوه‌ها، مرهم‌ها، اخلاق نیکو، پیروی از پدر و مادر و قوی تر کردن پیوندهای خویشاوندی می‌شود. اثر در بخش مربوط به اهل بیت محمد، هر کدام از چهارده معصوم را به تنهایی شرح می‌دهد.
حدیث مشهور سلسله الذهب، با اسناد و طرق گوناگون و نیز احادیثی دیگر از علی بن موسی الرضا در این کتاب آمده‌است.
این صحیفهٔ که در زمره آثار با اهمیت مذهب تشیع قرار می‌گیرد، توجه عالمان مذهبی‌ای همچون ابن بابویه، شیخ طبرسی و ابو حنیفه
را به خود جلب کرده‌است.
این کتاب را احمد بن عامر طائی در سال ۱۹۴ هجری در شهر مدینه از علی بن موسی الرضا روایت کرده‌است. وی از نسل وهب بن عامر است که در کربلا همراه مولای خود حسین بن علی بن ابی طالب کشته شد. پدر او نیز در جنگ صفین در یاری علی بن ابی‌طالب کشته شده‌است.

## اعتبار کتاب
کتاب صحیفة الرضا نزد علمای شیعه از اعتبار فراوانی برخوردار است و از اصول چهار صدگانه اولیه بشمار می‌آید دارای ۲۴۰ حدیث می‌باشد و از منابع مهم کتاب‌های روایی شیعه مانند: کتاب‌های شیخ صدوق چون توحید و عیون اخبار الرضا شمرده می‌شود.
از جمله بزرگانی که این کتاب را روایت کرده‌اند شیخ صدوق، نجاشی، شیخ سجستانی و شیخ طبرسی را می‌توان نام برد.

### کتاب در نظر اهل سنت
علاوه بر علمای شیعه، علمای اهل تسنن نیز اهمّیت زیادی برای نقل این کتاب قائل شده‌اند مانند: ۱ - ابومحمدحسنبن ابی حنیفه جمشادی، ۲ - اسماعیل بن احمد بن حسین بیهقی، ۳ - قاضی ابن ابی النجم، ۴ - ابن عساکر و…

## عناوین کتاب
این کتاب احادیث جالبی دربارهٔ توحید، علم، عبادات و احکام، تفسیر، فضایل حضرت رسول خدا و اهل بیت ایشان، اخلاق و آداب، خوردنی‌ها و آشامیدنی‌ها، طب و نکات بهداشتی را دربردارد.

## نسخه‌های خطی
1. نسخه‌ای در کتابخانه علامه امینی که تاریخ نگارش آن سال ۷۶۱ هجری، به خط محمد بن محمد بن عبدالقهار شیرازی است.
2. نسخه‌ای در کتابخانه مسجد اعظم قم که تاریخ نگارش آن سال ۸۴۸ هجری، به خط رضا بن نظام بن فخرالدین حسنی آملی می‌باشد.
3. نسخه‌ای در کتابخانه آستان قدس رضوی که تاریخ نگارش آن سال ۸۸۱ هجری است و به خط اسماعیل بن عبدالمؤمن قاینی می‌باشد.
4. نسخه‌ای در کتابخانه ملی و آکادمی رم که این نسخه را قاضی ابوعبدالله محمد بن عبدالله بن حمزه بن ابی النجم روایت کرده‌است.
5. نسخه‌ای در مصر که به همراه مسند امام زید چاپ شده و سند آن به حافظ بیهقی برمی‌گردد.[۶]